# General Atomics MQ-1 Predator
MQ-1 Predator ("rovdjur"), tidigare betecknad RQ-1 Predator, är en amerikansk obemannad luftfarkost (UAV) som produceras av General Atomics Aeronautical Systems, Inc. och som främst används av USA:s flygvapen och Central Intelligence Agency (CIA). USA:s flygvapen betecknar RQ-1 Predator som ett medelhöjdssystem med lång uthållighet.
MQ-1 togs inledningsvis fram i början av 1990-talet för spanings- och observationsroller, då under beteckningen RQ-1. Den har senare modifierats för att även vara beväpnad med två AGM-114 Hellfire-robotar och andra vapen. MQ-1 kan skjuta på fordon och andra mål, och den har i detta utförande bland annat använts för terroristbekämpning. Eftersom Hellfire-robotarna är pansarbrytande så kan de också förstöra pansarfordon.
MQ-1 motor är en Rotax 914F, en fyrcylindrig kolvmotor på 86 kilowatt.

## Versioner och beteckningar
Den ursprungliga beteckningen var RQ-1 Predator, där "R" är en amerikansk flygvapenbeteckning för spaning (reconnaissance) och "Q" används för obemannade luftfarkoster. Inledande versioner av systemet före serieproduktion betecknades RQ-1A, medan grundversionen i serieproduktion betecknades RQ-1B (vilket ej ska förväxlas med den större "Predator B", som senare blev MQ-9 Reaper). Själva flygfarkosten, snarare än systemet som helhet (inklusive markenheter) betecknades RQ-1K före serieproduktion och RQ-1L för versionen i serieproduktion. Versioner som modifierats för att bära beväpning betecknades MQ-1, och fanns i versionerna MQ-1A och MQ-1B. 2002 bytte amerikanska flygvapnet beteckning på systemet som helhet till MQ-1, där "M" står för multi-role, för att avspegla dess ökade användning i beväpnade versioner.